# Agabinus glabrellus
Agabinus glabrellus är en skalbaggsart som först beskrevs av Victor Ivanovitsch Motschulsky 1859.  Agabinus glabrellus ingår i släktet Agabinus och familjen dykare. Inga underarter finns listade i Catalogue of Life.